# Фёдоровское (Угранский район)
Фёдоровское — Деревня в Угранском районе Смоленской области России. Входит в состав Угранского городского поселения.
Население — 21 житель (2007 год).
Расположена в юго-восточной части области в 4 км к юго-западу от Угры, в 0,1 км западнее автодороги Знаменка-Спас-Деменск, на берегу реки Угра. В 6 км северо-восточнее от деревни находится железнодорожная станция Угра на линии Торжок-Брянск.

## История
В деревне родился Герой Советского Союза Зуев Алексей Михайлович (1922 - 1952).
В годы Великой Отечественной войны деревня была оккупирована гитлеровскими войсками в октябре 1941 года, освобождена в марте 1943 года.

## События
В июле 2007 г. в Федоровском состоялся двухдневный байк-фестиваль. Оригинального названия он не имел, но очевидцы тех событий называют его «Байк-уикенд в Федоровском».